# شتيفان ستويكا
شتيفان ستويكا (بالرومانية: Ștefan Stoica)‏ هو لاعب كرة قدم ومدرب كرة قدم روماني في مركز الهجوم، ولد في 23 يونيو 1967 في Melinești ‏ في رومانيا. شارك مع منتخب رومانيا تحت 21 سنة لكرة القدم ومنتخب رومانيا لكرة القدم. أما مع النوادي، فقد لعب مع ستيوا بوخارست ونادي لاريسا ويونيفرسيتاتيا كرايوفا.

## وصلات خارجية
- شتيفان ستويكا على موقع قاعدة بيانات كرة القدم.إي يو (الإنجليزية)
- شتيفان ستويكا على موقع ناشيونال فوتبول تيمز (الإنجليزية)
- شتيفان ستويكا على موقع Soccerway.com (الإنجليزية)
- شتيفان ستويكا على موقع عالم كرة القدم.نت (الإنجليزية)